# Dolmen de Kergazec
Le dolmen de Kergazec est un dolmen situé à Plouharnel dans le département français du Morbihan.

## Caractéristiques
Le dolmen s'élève en bordure d'un champ, à peu-près entre le hameau de Kergazec et la chapelle Saint-Antoine, sur le territoire de la commune de Plouharnel. Ancienne tombe à couloir, il n'en subsiste que la chambre, grossièrement rectangulaire, mesurant 2 m de long sur 2,5 m de large, couverte d'une table de 4,3 m de long, 1,9 m de large et 0,45 m d'épaisseur, ainsi qu'une amorce de couloir s'ouvrant vers le sud-ouest. La chambre est constituée d'orthostates en granite.

## Historique
Le dolmen de Kergazec est érigé au Néolithique, il y a entre 5 800 et 6 200 ans.
Le site est fouillé par William Collings Lukis en 1864, ainsi que par Zacharie Le Rouzic en 1935. Ce dernier restaure en partie l'édifice (remontage de parements en pierre, mise en place de la pierre de couverture). Le dolmen est classé au titre des monuments historiques le 7 mai 1945. Depuis 2025, il forme un site des mégalithes de Carnac et des rives du Morbihan, bien inscrit au patrimoine mondial.